# Rüstem Pasza
Rüstem Pasza, chorw. Rustem-Paša Opuković, tur. Damat Rüstem Paşa, osm. رستم پاشا (ur. ok. 1500 w Skradinie, zm. 10 lipca 1561 w Stambule) – osmański dostojnik państwowy. Był wielkim wezyrem za czasów sułtana Sulejmana Wspaniałego. Znany był również jako Damat Rüstem Pasza (tytuł damat, czyli zięć, obowiązujący w okresie dynastii osmańskiej) ze względu na swoje małżeństwo z jedną z córek sułtana.

## Życiorys

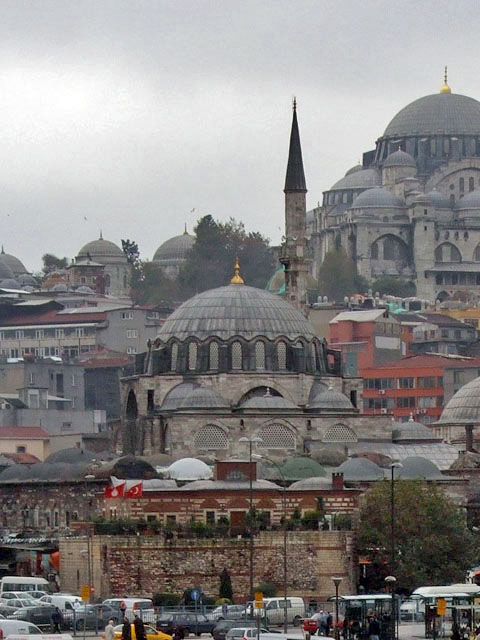
Meczet Rüstema Paszy na tle meczetu Sulejmana poświęconego Sulejmanowi Wspaniałemu.

Był z pochodzenia Chorwatem. Jako dziecko trafił do Stambułu, gdzie robił karierę w wojsku i administracji. 26 listopada 1539 r. ożenił się z sułtanką Mihrimah, córką Sulejmana Wspaniałego i Roksolany. Piastował tytuł wielkiego wezyra dwukrotnie, po raz pierwszy w latach 1544–1553, a po raz drugi w latach 1555–1561 do momentu śmierci. Jako wielki wezyr zgromadził wielki majątek. Jego część przeznaczył na budowę budynków publicznych, meczetów i na działalność fundacji dobroczynnych. W chwili śmierci Rüstema w Stambule 10 lipca 1561 r., jego osobisty majątek składał się z 815 posiadłości ziemskich w Rumelii i Anatolii, 476 młynów, 1700 niewolników, 2900 koni wojskowych, 1106 wielbłądów, 800 ksiąg Koranu itd. 
Meczet Rüstema Paszy (tur. Rüstem Paşa Camii) to osmański meczet położony na placu Hasırcılar Çarşısı w stambulskiej dzielnicy Fatih, zaprojektowany przez sułtańskiego architekta Sinana dla Rüstema Paszy. Został zbudowany w latach 1561–1563.

## Dzieci
Z sułtanką Mihrimah miał trójkę dzieci, jedną córkę i dwóch synów:
- Ayşe Hümaşah
- Osmana
- i Mehmeda

## W kinematografii
Rüstem Pasza jest ważną postacią w tureckim hicie eksportowym Wspaniałe stulecie. W rolę tę wcielił się Ozan Güven.